# Asociación Nacional de Distribuidores de Medicina
Asociación Nacional de Distribuidores de Medicina A.C. es una asociación que agrupa a los mayoristas y distribuidores de productos farmacéuticos en México. 

## Historia
El día 18 de enero de 1944 a instancias de Don Adolfo E. Autrey Dávila se reunió en establecimientos Colliere un grupo de mayoristas en el ramo de la distribución de productos farmacéuticos, con la idea de formar una sociedad capaz de mejorar la calidad de vida de los mexicanos a través de la adecuada distribución de medicamentos en todos los rincones del país.
Fue así como Felipe de Jesús Benavides de Drogería y Farmacia Benavides, S.A. de C.V., junto con Ignacio Sunderland Méndez de Drogueros, S.A., Refugio Barba de Drogas y Perfumes, Gilberto Jiménez de Distribuidora Jiménez, Adolfo Pons de Droguería Francesa, Manuel Enrique Martínez de Farmacias San Rafael, Manuel García de Droguería La Perla, Ricardo Montaño de Droguería Levy y Gonzalo Medina Duarte de Drogas, S.A., formaron lo que en aquel entonces se llamó Asociación de Mayoristas de Drogas de la República Mexicana A.C.
Durante los primeros años de vida de la asociación se estrecharon las relaciones con los fabricantes de medicinas en México, y poco a poco las casas distribuidoras empezaron a crecer y multiplicarse, surgiendo sucursales, filiales y nuevas empresas, las cuales modernizaron sus sistemas al tiempo que crearon nuevas rutas de venta.
En la década de los 50`s en la época de la posguerra, las empresas distribuidoras de medicamentos iniciaron un proceso de expansión, creando nuevas cadenas de farmacias con establecimientos modernos, ampliamente surtidos y con eficiente atención al público.
Los años 60 y 70 marcan la etapa de consolidación de la asociación. En estas décadas se incrementa notablemente el número de miembros, quienes logra aumentar sus redes de distribución y dispensación. En el año de 1963 se cambia el nombre original de la organización por la Asociación Nacional de Distribuidores de Medicinas A.C. (ANADIM) que describe con mayor exactitud la actividad de sus miembros.
En el año de 1982, siendo presidente de la ANADIM Roberto Munguía Llanes, se llevó a cabo una medida trascendental: Integrar a ANADIM a un grupo de proveedores destacados, entre los que se encontraban los laboratorios farmacéuticos transnacionales y nacionales, hecho que marcó una nueva etapa en al vida de la asociación. Si bien, tradicionalmente se había mantenido estrecho contacto con los proveedores, su integración como "proveedores asociados", vino a dar mayor solidez a las relaciones comercial y humana.

## Misión
Representar los intereses legítimos de los Asociados, promoviendo el desarrollo del comercio detallista, estimulando y propiciando las oportunidades de negocio para cada una de sus empresas afiliadas bajo el estricto apego de los valores fundamentales: Honestidad, servicio, compañerismo, diversidad, integridad y liderazgo.

## Presidentes
| Presidente                 | Período   | Presidente                      | Período   | Presidente                    | Período   |
| -------------------------- | --------- | ------------------------------- | --------- | ----------------------------- | --------- |
| Adolfo Autrey Dávila       | 1944-1961 | Felipe de Jesús Benavides Pompa | 1962-1966 | Jesús García Tortella         | 1966-1968 |
| Ricardo Guerra Strop       | 1968-1970 | Gustavo González Terán          | 1970-1971 | Guillermo Guzmán Espinosa     | 1971-1972 |
| Domingo R. Benavides Pompa | 1972-1973 | Roberto Munguía Llanes          | 1974-1975 | Ricardo Montaño Beltrán       | 1975-1981 |
| Roberto Munguía Llanes     | 1982-1985 | Salvador Sarmiento Álvarez      | 1985-1987 | Rosendo Flores Esquerra       | 1987-1989 |
| José Antonio Morera Naveda | 1989-1991 | Rosendo Flores Esquerra         | 1991-1993 | Jesús G. Ruiz Orantes         | 1993-1995 |
| Fernando Torres Suárez     | 1995-1997 | Rosendo Flores Esquerra         | 1997-1999 | Roberto Gutiérrez Ancira      | 1999-2001 |
| Francisco Burruel Burruel  | 2002-2004 | Rosendo Flores Esquerra         | 2004-2006 | Maximiliano Leonardo Asturias | 2006-2009 |
| Gabriel Zavala Barrera     | 2009-2011 |                                 |           |                               |           |